# Eresus granosus
Eresus granosus är en spindelart som beskrevs av Simon 1895. Eresus granosus ingår i släktet Eresus och familjen sammetsspindlar. Inga underarter finns listade i Catalogue of Life.